# 할로윈 케이크

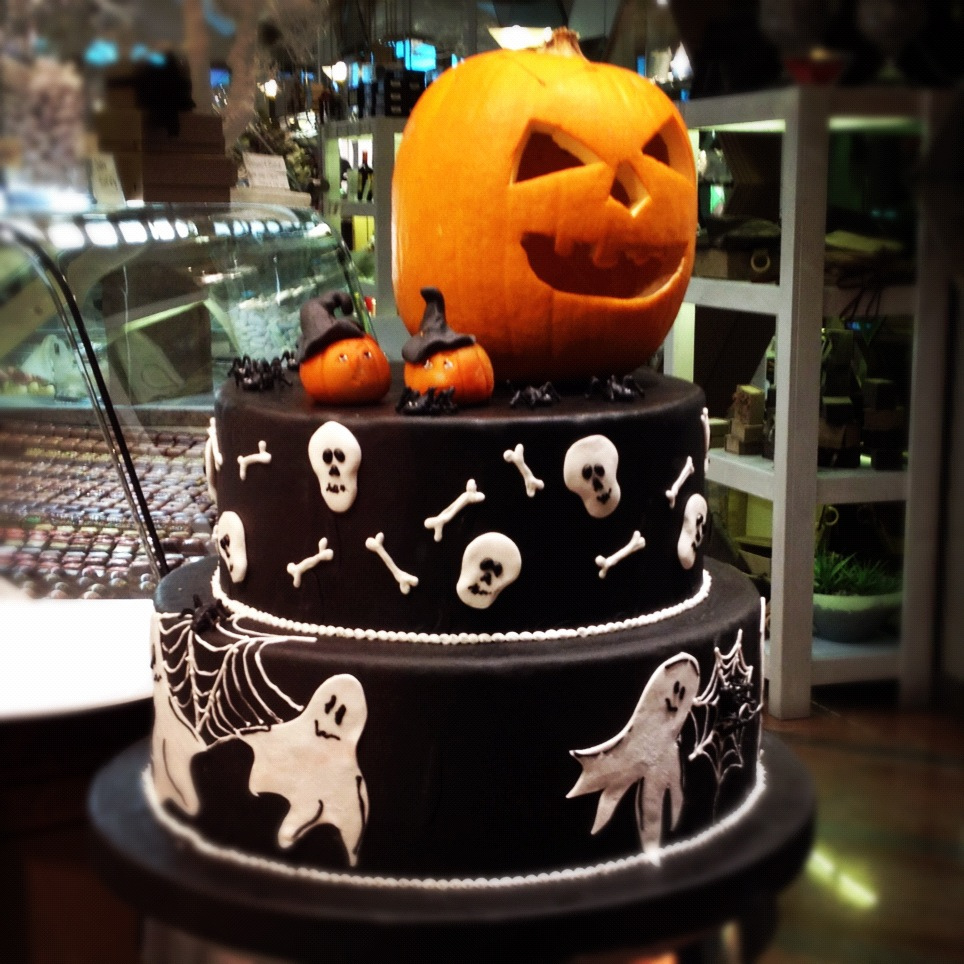

할로윈 케이크(Halloween cake) 또는 핼러윈 케이크는 할로윈을 주제로 한 장식과 상징물을 이용해 만든 케이크이다. 블랙, 오렌지 등 할로윈의 전통적인 색상을 사용하여 준비할 수도 있고, 다양한 테마로 다양하게 꾸밀 수도 있다. 이는 휴일을 축하하는 가정의 할로윈 장식의 일부일 수 있다.

## 개요
할로윈 케이크는 할로윈 상징과 테마로 준비되어 있다. 오렌지는 잭오랜턴을 만드는 데 사용되는 호박의 색과 같이 할로윈과 관련된 전통적인 색상이기 때문에 케이크와 아이싱에 주황색과 검정색을 사용하여 준비할 수도 있다. 검정색은 또 다른 전통적인 할로윈 색상이며, 검정색은 묘지를 테마로 한 케이크 등에 사용될 수 있다. 아이싱에 식용 색소를 사용하여 색을 칠할 수도 있다. 당근 케이크는 오렌지색에 따라 할로윈 케이크로 준비되기도 한다. 때때로 향신료 케이크, 초콜릿 케이크, 푸딩 케이크, 치즈 케이크로 준비된다. 할로윈 케이크는 레이어 케이크로 준비할 수도 있고 케이크팝이나 컵케이크로 준비할 수도 있다. 휴일 동안 할로윈 장식의 일부로 표시될 수 있다. 사탕옥수수는 케이크 장식으로 사용될 수도 있고, 사탕 호박으로도 사용될 수 있다.

## 같이 보기
- 크리스마스 케이크
- 캔디 애플